# Brynolf Söderberg
Stig Brynolf Söderberg, född 2 april 1924 i Skara, död 6 november 2001 i Huddinge, var en svensk målare och tecknare.
Han var son till ornitologen och skriftställaren Rudolf Söderberg och pianisten Märta Elisabet Sundbaum. Söderberg studerade 1944–1946 vid Grünewalds  och 1946–194 vid Otte Skölds målarskola 8 samt bedrev självstudier under en resa till Paris 1946. Separat ställde han bland annat ut på Mösseberg i Falköping och han medverkade i ett flertal samlingsutställningar. Hans konst består av porträtt i blyertsteckning samt stilleben och landskapsskildringar i olja.